# بونتاريناس (كانتون)
بونتاريناس (بالإسبانية: Puntarenas)‏ هو الكانتون الأول لمحافظة بونتاريناس في كوستاريكا. و يغطي الكانتون مساحة 1,842.33 كم مربع.
و يقدر عدد سكانه تقريبا 109,798 نسمة.
و المدينة الرئيسة للكانتون هي بونتاريناس.
و يتضمن الكانتون مناطق على طرفي خليج نيكوجا. من الساحل الغربي، سلسلة الجبال الشرقية كورديجا دي تيلاران بما فيها منطفة مونتيفيرديه. الجزء الجنوبي من شبه جزيرة نيكوجا أيضا تابع للكانتون. و يتضمن الكانتون المناطق السياحية التالية أيضا: "تامبور، مونتيسوما، و مالباييس.
تم تأسيس كانتون بونتاريناس بقانون تشريعي في 7 كانون الأول 1848.

## المقاطعات
يقسم كانتون بونتاريناس إلى 16 مقاطعة و هي:
1. بونتاريناس
2. بيتاهايا
3. شوميس
4. ليبانتو
5. باكيرا
6. مانسانيجو
7. غواسيمال
8. بارّانكا
9. مونتيفيرديه
10. إيسلا دي كوكو (جزيرة كوكو)
11. كوفَنو
12. شاكاريتا
13. إيسلا شيرا (جزيرة شيرا)
14. أكابولكو
15. إل روبليه
16. آرانسيبيا